# Internationale lettriste
Internationale lettriste (Międzynarodówka Letrystyczna) – awangardowe ugrupowanie powstałe w 1952 w Brukseli. W skład Internationale lettriste weszli artyści odrzucający idee letryzmu Isidore’a Isou (Isou Isou). W skład Il weszli letrystyczni dysydenci: Jean-Louis Brau, Guy-Ernest Debord, Serge Berna, Gil J Wolman. Ugrupowanie zrzeszało członków ruchu Internationale lettriste, byłych letrystów i ultra-letrystów. Początkowo inspiracją dla wszystkich tych ugrupowań były idee surrealizmu i dadaizmu.
Ruch letrystów zrzeszał młodych artystów, którzy poprzez sztukę komentowali ówczesne wydarzenia. Ich  środkami przekazu były m.in. poezja, graffiti, film. Tworzyli także, dość absurdalne, koncepcje przemian urbanistycznych w Paryżu, z których później zrodził się nurt zwany urbanistyką unitarną. Letryści wydawali czasopismo pt. Potlatch – Biuletyn Informacyjny Francuskiej Sekcji Międzynarodówki Letrystycznej, którego redaktorem naczelnym został J. Fillon. Z tego ruchu wywodziła się grupa sytuacjonistów.